# Jota Crateris
Jota Crateris (ι Crateris, förkortat Jota Crt, ι Crt)  som är stjärnans Bayerbeteckning, är en dubbelstjärna belägen i den mellersta delen av stjärnbilden Bägaren. Den har en skenbar magnitud på 5,48 och är svagt synlig för blotta ögat där ljusföroreningar ej förekommer. Baserat på parallaxmätning inom Hipparcosuppdraget på ca 37,4 mas, beräknas den befinna sig på ett avstånd på ca 87 ljusår (ca 27 parsek) från solen.

## Egenskaper
Primärstjärnan Jota Crateris A är en gul till vit stjärna i huvudserien av spektralklass F6.5 V som genererar energi genom fusion av väte i dess kärnområde. Den har en massa som är ca 20 procent större än solens massa, en radie som är ca 1,7 gånger större än solens och utsänder från dess fotosfär ca 2 gånger mera energi än solen vid en effektiv temperatur på ca 6 230 K.
Följeslagaren Jota Crateris B, är en röd dvärgstjärna med sannolik klassificering M3, även om den med dess beräknade massa på 0,57 solmassor skulle vara mer konsekvent som en stjärna av klass M0. År 2014 hade den magnitud 11,0 och var separerad med 1,10 bågsekunder vid en positionsvinkel på 248°. Det innebär en projicerad separation på minst 25 AE från primärstjärnan. Stjärnparet utgör en astrometrisk dubbelstjärna med en beräknad omloppsperiod på ungefär 79 000 år.